# 錫達格倫 (加利福尼亞州)
錫達格倫（英語：Cedar Glen）是位於美國加利福尼亞州聖貝納迪諾縣的一個非建制地區。該地的面積和人口皆未知。

## 地理
錫達格倫的座標為34°15′14″N 117°09′54″W / 34.25389°N 117.16500°W，而該地的平均海拔高度為1647米（即5403英尺）。